# Amarilladesma mactroides
Amarilladesma mactroides (durante o século XX, e até o início do século XXI, cientificamente denominada Mesodesma mactroides; nomeada, em inglês, marisco wedge clam; na tradução para o português, uma frase: "amêijoa - clam - comestível - marisco - em forma de cunha - wedge"; com Eliezer de Carvalho Rios lhe chamando simplesmente marisco, mas também conhecida por marisco-branco; em castelhano, no Uruguai e na Argentina, almeja amarilla – cuja definição é "amêijoa amarela" – ; em português, no Brasil, baquiqui, cernambi – Segundo o Dicionário Aurélio a denominação "cernambi" é dada especialmente para Anomalocardia flexuosa; ainda citando Erodona mactroides sob tal nome – , ou sernambi – O Dicionário Houaiss colocando Anomalocardia flexuosa, Tivela mactroides, Phacoides pectinatus, Eucallista purpurata e Donax hanleyanus, também sob tal denominação – , e o Dicionário Aurélio citando os seguintes sinônimos para Amarilladesma mactroides: maçambique, moçambique, samanguaiá, simanguaiá, simongoiá e sapinhanguá; dando, o Dicionário Houaiss, tais nomes para Tivela mactroides, em confusão de sinonímia) é uma espécie de molusco Bivalvia, marinha e litorânea, da família Mesodesmatidae e do gênero monotípico Amarilladesma, criado em 2010; classificada por Lovell Augustus Reeve, em 1854, na sua obra Monograph of the genus Mesodesma. In: Conchologia Iconica, or, illustrations of the shells of molluscous animals, vol. 8. L. Reeve & Co., London. Pls 1-4. Habita as costas do sudoeste do Atlântico, na região sudeste do Brasil, baía da Ilha Grande, Rio de Janeiro, até o litoral do Uruguai e da Argentina, até Río Negro; enterrando-se no substrato arenoso da zona entremarés das praias, geralmente a cerca de 50 centímetros de profundidade, podendo ser caracterizada como uma espécie moderadamente eurialina para as regiões estuarinas. É usada para a alimentação humana, na sua área de distribuição geográfica, sendo explorada comercialmente; podendo ser encontrada em sambaquis, do Rio de Janeiro até o Rio Grande do Sul. Embora seja uma espécie comum, em 2018 a Amarilladesma mactroides foi colocada no Livro Vermelho do ICMBio; considerada uma espécie deficiente de dados (DD), com a conclusão desta avaliação em 2012.

## Descrição da concha
Amarilladesma mactroides possui concha donaciforme (na forma de um Donax; como Donax hanleyanus, que, por vezes, habita as mesmas regiões), também descrita como oval-retangular ou subcuneiforme; com valvas similares e superfície lisa, polida, e fino perióstraco castanho ou castanho-amarelado recobrindo suas valvas finas e brancas a creme-amareladas, dotadas de linhas de crescimento irregulares; atingindo os 8 centímetros de comprimento, quando bem desenvolvida. Interior porcelanoso e branco.

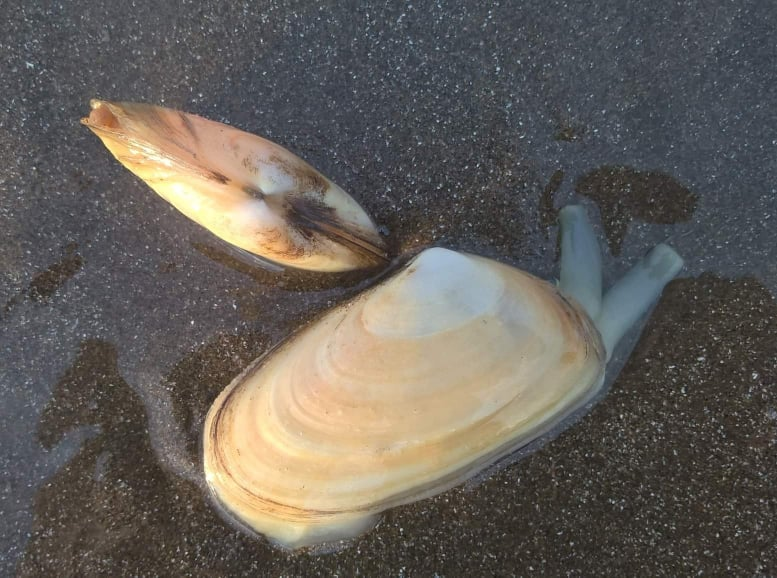
Dois indivíduos de A. mactroides. O que está acima mostra os umbos de suas valvas, o que está abaixo mostra os seus dois sifões.

## Etimologia demactroides
A etimologia do epíteto específico mactroides está relacionada com o gênero Mactra de bivalves e significaria "na forma de Mactra", "parecido com Mactra"; neste caso a similitude estando relacionada à sua forma e não à coloração, como em Tivela mactroides.